# Albert Likuvalu
Apeleto Albert Likuvalu, né le 14 novembre 1943 à Alo (Futuna), est une personnalité politique de Wallis-et-Futuna.

## Biographie
Apeleto (Albert) Likuvalu naît le 14 novembre 1943 à Alo (Futuna).
Albert Likuvalu est le premier bachelier de Wallis. Il côtoie Jean-Marie Tjibaou sur les bancs du séminaire en Nouvelle-Calédonie.
Membre du Parti socialiste puis du Parti radical de gauche, ancien leader du parti Alliance d'opposition à l'UMP locale de Victor Brial, et qui s'est depuis fondu dans la toute nouvelle antenne locale du PS, conseiller territorial élu dans le district de Hihifo sur Wallis, il est président de l'Assemblée territoriale de Wallis-et-Futuna du 22 février au 24 novembre 2005 sous l'étiquette Alliance de Wallis et Futuna (AWF), bénéficiant alors d'une brève alliance entre la gauche locale et les centristes divers droite. Il avait déjà été candidat socialiste en 2002 mais n'avait alors obtenu que 928 voix, soit à peine plus de 13 % des suffrages, au 1er tour, arrivant ainsi en 3e position derrière les 40,5 % de Victor Brial et les 37,7 % du candidat divers gauche Penisio Tialetagi.
En 2005, il soutient la grande chefferie de Wallis lors de la crise coutumière qui oppose l'État (et notamment l'alors administrateur supérieur) au roi de Wallis, le lavelua Tomasi Kulimoetoke. Le vote en sa faveur est considéré par certains observateurs comme une affirmation de l'identité wallisienne face à la métropole.
En 2007, il est le seul candidat de la gauche locale, et est élu député lors du second tour, le 17 juin 2007, avec 4 152 voix (51,79 %) sous l'étiquette PS. C'est la deuxième fois qu'un candidat socialiste est élu député à Wallis-et-Futuna. Il siège à l'Assemblée nationale avec le Pôle Radical de gauche du Groupe SRC.
Dans le cadre de la primaire socialiste de 2011, il apporte son soutien à Jean-Michel Baylet.
Lors de l'élection législative de 2012 à Wallis-et-Futuna, Albert Likuvalu, sous les couleurs du PRG, arrive en troisième position du premier tour, derrière David Vergé (divers droite) et Mikaele Kulimoetoke (divers gauche). Il décide de maintenir sa candidature au second tour, où il obtient 17,36 % des suffrages exprimés. David Vergé lui succède à l'Assemblée nationale.
Candidat aux élections sénatoriales de 2020, il arrive en troisième position avec 23 % des suffrages au premier tour. Ses comptes de campagne sont invalidés par la Commission Nationale des Comptes de Campagnes et des Financements Politiques, mais il n'est pas déclaré inéligible par le Conseil Constitutionnel.